# 水戸市立飯富中学校
水戸市立飯富中学校（みとしりつ いいとみちゅうがっこう）は、茨城県水戸市飯富町にある市立中学校。

## 概要
緑に囲まれた中学校と言われる。藤が原（ニュータウン）、藤井町、岩根町、成沢町、飯富町周辺の中学生が集まる。大相撲の力士、水戸泉・梅の里の出身校。2006年にCMの撮影で使われた。生徒数は約90人。また、月曜日、水曜日は部活動の朝練が無く、月曜はあいさつ運動があり、水曜日はゼロタイムという生徒によるボランティアでの清掃活動が20分間行われる。略称は「飯中」、「飯富中」など。近くには飯富小学校と飯富幼稚園がある。文化祭前には市民センター交流という地域の人との交流をしている。また、体育祭は無く、幼稚園、小学校との大運動会が毎年5月に開催される。

## 部活動
男子野球部、女子ソフトテニス部、男女卓球部 がある。2024年現在、運動部以外の部活動は存在しない。過去にはレスリング部、柔道部、バレー部などが存在した時期もあったが、廃部となった。